# Pareas formosensis
Espèce
Synonymes
- Amblycephalus formosensis Van Denburgh, 1909
- Psammodynastes compressus Oshima, 1910

Statut de conservation UICN

 LC  : Préoccupation mineure
Pareas formosensis est une espèce de serpents de la famille des Pareatidae.

## Répartition
Cette espèce est endémique de Taïwan.

## Description
L'holotype de Pareas formosensis mesure 274 mm dont 66 mm pour la queue. Cette espèce a la face dorsale brun jaunâtre avec des taches ou des rayures transversales noirâtres ou brun foncé habituellement interrompues au niveau de l'arête vertébrale. Ces marques sont au nombre de 47 à 50 sur le corps et la nuque et jusqu'à 14 sur la queue. Son museau est jaune et l'avant de sa tête brun grisâtre tacheté de noir. Une ligne irrégulière noire s'étend de l’œil jusqu'à la nuque. Les côtés de sa tête sont jaunes. Sa face ventrale est blanc jaunâtre faiblement tacheté de noir.

## Étymologie
Son nom d'espèce, composé de formos[e] et du suffixe latin -ensis, « qui vit dans, qui habite », lui a été donné en référence au lieu de sa découverte, Formose, l'ancien nom de Taïwan.

## Publication originale
- Van Denburgh, 1909 : New and previously unrecorded species of reptiles and amphibians from the island of Formosa. Proceedings of the California Academy of Sciences, sér. 4, vol. 3, p. 49-56 (texte intégral).